# Episodi di Bachelor Father (serie televisiva 1957) (quinta stagione)
La quinta stagione della serie televisiva Bachelor Father è andata in onda negli Stati Uniti dal 21 settembre 1961 al 26 giugno 1962 sulla ABC.
| nº | Titolo originale               | Prima TV USA      |
| -- | ------------------------------ | ----------------- |
| 1  | Kelly's Graduation             | 21 settembre 1961 |
| 2  | The King's English             | 3 ottobre 1961    |
| 3  | Rush Week                      | 10 ottobre 1961   |
| 4  | Kelly and the Freethinker      | 17 ottobre 1961   |
| 5  | A Party for Peter              | 24 ottobre 1961   |
| 6  | Never Steal an Owl             | 31 ottobre 1961   |
| 7  | Bentley's Catered Affair       | 7 novembre 1961   |
| 8  | The House at Smuggler's Cove   | 14 novembre 1961  |
| 9  | Peter's Punctured Wedding      | 21 novembre 1961  |
| 10 | Star Light, Star Not So Bright | 28 novembre 1961  |
| 11 | Bentley and the Timeclock      | 5 dicembre 1961   |
| 12 | Birth of a Song                | 12 dicembre 1961  |
| 13 | Deck the Halls                 | 19 dicembre 1961  |
| 14 | The Law and Kelly Gregg        | 26 dicembre 1961  |
| 15 | How to Throw Your Voice        | 2 gennaio 1962    |
| 16 | Kelly the Yes Man              | 9 gennaio 1962    |
| 17 | Gold in Them Hills             | 16 gennaio 1962   |
| 18 | How Howard Won His C           | 23 gennaio 1962   |
| 19 | Pinch That Penny               | 30 gennaio 1962   |
| 20 | Blossom Comes to Visit         | 6 febbraio 1962   |
| 21 | Bentley and the Homebody       | 13 febbraio 1962  |
| 22 | Summer Love                    | 20 febbraio 1962  |
| 23 | The Hong Kong Suit             | 27 febbraio 1962  |
| 24 | Will Success Spoil Jasper?     | 6 marzo 1962      |
| 25 | Strictly Business              | 13 marzo 1962     |
| 26 | On the Old Camp Ground         | 20 marzo 1962     |
| 27 | A Visit to the Bergens         | 27 marzo 1962     |
| 28 | The Richest Cat                | 3 aprile 1962     |
| 29 | The Twain Shall Meet           | 10 aprile 1962    |
| 30 | Bentley Goes to Bat            | 17 aprile 1962    |
| 31 | Kelly's Engagement             | 24 aprile 1962    |
| 32 | Kelly, the Home Executive      | 1º maggio 1962    |
| 33 | Blossom Time at the Greggs     | 8 maggio 1962     |
| 34 | What Men Don't Know            | 15 maggio 1962    |
| 35 | Marry Thy Neighbor             | 22 maggio 1962    |
| 36 | Bentley Takes It Easy          | 29 maggio 1962    |
| 37 | Boys Will Be                   | 5 giugno 1962     |
| 38 | Divided House                  | 12 giugno 1962    |
| 39 | Peter, the Medicine Man        | 19 giugno 1962    |
| 40 | Curfew Shall Not Ring Tonight  | 26 giugno 1962    |

## Kelly's Graduation
- Prima televisiva: 21 settembre 1961

### Trama
- Guest star: Joan O'Brien (Janice McCleery), Charlotte Stewart (Maybelle)

## The King's English
- Prima televisiva: 3 ottobre 1961

### Trama
- Guest star: Jeanne Bal (Suzanne Collins), Joey Faye (Danny), Anna Shin (Rosie Sue Ming)

## Rush Week
- Prima televisiva: 10 ottobre 1961

### Trama
- Guest star: Lisa Gaye

## Kelly and the Freethinker
- Prima televisiva: 17 ottobre 1961

### Trama
- Guest star: Jennifer West (Olga), Herb Vigran (The Proprietor), David Garcia (Pete), David Macklin (Joe), Charles Robinson (Steve)

## A Party for Peter
- Prima televisiva: 24 ottobre 1961

### Trama
- Guest star: Jerry Fujikawa (Arthur Wing), Tsuruko Kobayashi (Helen), Frankie Laine

## Never Steal an Owl
- Prima televisiva: 31 ottobre 1961

### Trama
- Guest star: Charlotte Stewart (Maybelle), Willis Bouchey (Dean Westbrook), Charles Seel (John Wills), Alan Reed Jr. (Tod), Maurice Manson (giudice Whiting), House Peters Jr. (poliziotto), Red (Jasper the Second)

## Bentley's Catered Affair
- Prima televisiva: 7 novembre 1961

### Trama
- Guest star: H.W. Gim (Gregory), Patricia Donahue (Nora Ferris)

## The House at Smuggler's Cove
- Prima televisiva: 14 novembre 1961

### Trama
- Guest star: Elizabeth Allen (Marilyn Marsh), William E. Green (Mr. Purvis), Dorothy Neumann (Mrs. Trindle), Dick Elliott (Mr. Trindle)

## Peter's Punctured Wedding
- Prima televisiva: 21 novembre 1961

### Trama
- Guest star: Victor Sen Yung (Cousin Charlie), Beal Wong (nonno Ling), Judy Dan (Lu San), Aki Aleong (Cousin Richard), Beulah Quo (Zia Rose), H.W. Gim (Cousin Gregory)

## Star Light, Star Not So Bright
- Prima televisiva: 28 novembre 1961

### Trama
- Guest star: Vito Scotti

## Bentley and the Timeclock
- Prima televisiva: 5 dicembre 1961

### Trama
- Guest star: Victor Sen Yung (Cousin Charlie), Joan Lahau (Patricia Townsend), H.W. Gim (Gregory)

## Birth of a Song
- Prima televisiva: 12 dicembre 1961

### Trama
- Guest star: Patti Page (Penny Patterson), Sid Tomack (Willie Piper), Lennie Weinrib (Lowell)

## Deck the Halls
- Prima televisiva: 19 dicembre 1961

### Trama
- Guest star: Joey Faye

## The Law and Kelly Gregg
- Prima televisiva: 26 dicembre 1961

### Trama
- Guest star: Bill Bixby (Paul), Sally Mansfield (Connie), Jonathan Hole (Mr. Cribbens), William Fawcett (Mr. Dundy), Mabel Forrest (Mrs. Hadley), Joseph Forte (il giudice), Frederick DeWilde (The Defense Attorney), Elizabeth Allen (Madeline)

## How to Throw Your Voice
- Prima televisiva: 2 gennaio 1962

### Trama
- Guest star: Mary Mitchel (Lorna), Robert Hyatt (Ernest)

## Kelly the Yes Man
- Prima televisiva: 9 gennaio 1962

### Trama
- Guest star: Leslie Parrish (Kim Fontaine), Sally Mansfield (Connie), Charlotte Stewart (Maybelle), Arnold Merritt (Merrill Beecham), Angus Duncan (Chuck)

## Gold in Them Hills
- Prima televisiva: 16 gennaio 1962

### Trama
- Guest star: Loyal T. Lucas (Jake Larkin), Frank Milan (Jeff Porter), Frank Sully (Joe)

## How Howard Won His C
- Prima televisiva: 23 gennaio 1962

### Trama
- Guest star: Joby Baker (Biff Merideth), Fredd Wayne (Don Lambert), Allen Pinson (The 1st Fencer), Ronnie Rondell Jr. (The 2nd Fencer), Jerry Summers (The 3rd Fencer), Norman Harris (Fencer)

## Pinch That Penny
- Prima televisiva: 30 gennaio 1962

### Trama
- Guest star: Eddie 'Rochester' Anderson (Rochester Van Jones), George Petrie (Dorian Skagg), Sid Kane (The Man)

## Blossom Comes to Visit
- Prima televisiva: 6 febbraio 1962

### Trama
- Guest star: Cherylene Lee (Blossem), Brian Corcoran (Barry), Bobby La Prell (The Boy)

## Bentley and the Homebody
- Prima televisiva: 13 febbraio 1962

### Trama
- Guest star:

## Summer Love
- Prima televisiva: 20 febbraio 1962

### Trama
- Guest star: Gary Clarke (Bruce), Allison Hayes (Loretta), Marie Tsien (Lin Sing)

## The Hong Kong Suit
- Prima televisiva: 27 febbraio 1962

### Trama
- Guest star:

## Will Success Spoil Jasper?
- Prima televisiva: 6 marzo 1962

### Trama
- Guest star: Leonid Kinskey (Boris Dobkin), George N. Neise (Arnold Lloyd), Pamela Curran (Liz Merrill), Ralph Brooks (The Director), Red (Jasper the Second)

## Strictly Business
- Prima televisiva: 13 marzo 1962

### Trama
- Guest star: Beal Wong (nonno Ling), Vaughn Taylor (Mr. Dalrymple), Marcia Henderson (Constance), Pat McCaffrie (Chuck Forrest)

## On the Old Camp Ground
- Prima televisiva: 20 marzo 1962

### Trama
- Guest star:

## A Visit to the Bergens
- Prima televisiva: 27 marzo 1962

### Trama
- Guest star: Edgar Bergen (Edgar Bergen), Frances Bergen (Frances Bergen)

## The Richest Cat
- Prima televisiva: 3 aprile 1962

### Trama
- Guest star: Del Moore (Cal Mitchell), Evelyn Scott (Adelaide Mitchell), Jackie Russell (Miss Webster), Red (Jasper the Second)

## The Twain Shall Meet
- Prima televisiva: 10 aprile 1962

### Trama
- Guest star: Barry McGuire (Terry Jackson), Bart Burns (sergente Hoffman), Craig Duncan (poliziotto), Frank Bank (Jim Estabrook), Benson Fong (Mr. Chang), Caroline Kido (Mei Lan), Guy Lee (Kim), Norman Harris (Dancer at Party)

## Bentley Goes to Bat
- Prima televisiva: 17 aprile 1962

### Trama
- Guest star: Wally Moon (se stesso), Frank Maxwell (Andy Hartzell), Bart Patton (Rick), Stuffy Singer (Larry), Candy Moore (Phyllis Hartzell)

## Kelly's Engagement
- Prima televisiva: 24 aprile 1962

### Trama
- Guest star: Aron Kincaid (Warren Dawson), Sally Mansfield (Connie), Neil Hamilton (Mr. Kendricks)

## Kelly, the Home Executive
- Prima televisiva: 1º maggio 1962

### Trama
- Guest star: Aron Kincaid (Warren), Sheila Bromley (Myrtle Dawson), David Lewis (Horace Dawson), Red (Jasper the Second)

## Blossom Time at the Greggs
- Prima televisiva: 8 maggio 1962

### Trama
- Guest star:

## What Men Don't Know
- Prima televisiva: 15 maggio 1962

### Trama
- Guest star: Joanna Barnes (Barbara Thorne), Aron Kincaid (Warren), Martin Braddock (Glenn Benson), Stephanie Hill (Sally Benson)

## Marry Thy Neighbor
- Prima televisiva: 22 maggio 1962

### Trama
- Guest star:

## Bentley Takes It Easy
- Prima televisiva: 29 maggio 1962

### Trama
- Guest star: Aron Kincaid (Warren), Lorri Scott (Margo), Pedro Gonzalez Gonzalez (Julio), Red (Jasper the Second)

## Boys Will Be
- Prima televisiva: 5 giugno 1962

### Trama
- Guest star: Tom Nolan (Steve), Kathleen Hughes (Louise Spencer), Charles Watts (giudice Blandon), Dennis Olivieri (Mickey), Bart Braverman (Joey), Vance Meadows (Jeff), Donald Gamble (Spike), Tony Haig (Marvin)

## Divided House
- Prima televisiva: 12 giugno 1962

### Trama
- Guest star:

## Peter, the Medicine Man
- Prima televisiva: 19 giugno 1962

### Trama
- Guest star: Parley Baer (dottor Whittaker), Paula Lane (The Nurse), Cherylene Lee (Blossom), John Gabriel (dottor Bart Bellamy)

## Curfew Shall Not Ring Tonight
- Prima televisiva: 26 giugno 1962

### Trama
- Guest star: Jane Withers (Miss Sharkey), Maggie Pierce (Connie Carson), Robert Ivers (Joby), Bob Ballew (Eric Miller), Norman Grabowski (Carl), Bill Christian (Rick), Mary Lou Stevens (Daphne)